# Rota, Spanien
Rota är en stad och kommun i provinsen Cádiz i den autonoma regionen Andalusien i södra Spanien. Staden ligger längs Costa de la Luz vid Medelhavet, cirka 12 kilometer nordväst om Cádiz. Kommunen har 29 552 invånare (2024), på en yta av 84,19 km².

## Amerikansk militärbas
I Rota finns det en amerikansk marinbas som inhyser flera tusen amerikanska militärer. Militärbasen bidrar starkt till Rotas starka välfärdsutveckling jämfört med andra småstäder i regionen. En annan följd av militärbasen är att staden Rota har väldigt mycket fler poliser per capita än vad andra spanska städer har.